# Sigyn (voilier)
Pour la déesse nordique, voir Sigyn
Le Sigyn est un trois-mâts barque en bois, aujourd'hui navire-musée dans le port de Turku en Finlande.

## Le navire de commerce
Le bateau sort du chantier naval de Göteborg en 1887. C'est le dernier trois-mâts en bois construit pour servir de navire de commerce.

Le Sigyn, sous pavillon suédois, transporte du bois jusqu'à un grave incident en 1913. Il est réparé en minimisant les coûts mais n'est alors plus en mesure d'effectuer des voyages transocéaniques.
Il est vendu aux îles Åland en 1927, puis racheté par l'Académie d'Åbo en 1939.

## Le bateau-musée

Ms Sigyn

Depuis 1939, Il est transformé en navire musée. Son entretien est très coûteux, et deux rénovations complètes ont été nécessaires depuis sa retraite, dans les années 1970, et en 1998-2001, pour laquelle il fut déplacé à Mariehamn.

Depuis son retour, il est amarré à l'embouchure de la rivière Aura, à l'entrée du port de Turku, et à 300 mètres du Suomen Joutsen.

## Source
- (fi) Cet article est partiellement ou en totalité issu de l’article de Wikipédia en finnois intitulé « Sigyn » (voir la liste des auteurs).